# ماركو بيغوسي
ماركو بيغوسي هو ممثل ومنتج برازيلي ولد في 1 فبراير 1989.

## روابط خارجية
- ماركو بيجوسي على موقع IMDb (الإنجليزية)
- ماركو بيجوسي على موقع روتن توميتوز (الإنجليزية)
- ماركو بيجوسي على موقع قاعدة بيانات الفيلم (الإنجليزية)